# نیک برگ
نیکولاس ایوان «نیک» برگ (انگلیسی: Nicholas Evan "Nick" Berg؛ زاده ۲ آوریل ۱۹۷۸–۷ می ۲۰۰۴) تعمیرکار برج رادیویی اهل ایالات متحده آمریکا بود که پس از حمله آمریکا به عراق به این کشور سفر کرد. در ویدئویی که در می ۲۰۰۴ توسط گروه "جماعت توحید و جهاد (القاعده عراق)" منتشر شد، برگ را در حالی نشان می‌دهد که ربوده شده و سپس سربریده شدن او را نشان می‌دهد که ادعا می‌شود قتل او در پاسخ به رسوایی شکنجه و آزار زندانیان ابوغریب توسط ارتش ایالات متحده بر روی زندانیان عراقی بوده‌است. بر طبق گزارش سیا، برگ توسط شخص ابومصعب الزرقاوی سربریده شده‌است. ویدئوی سربریده شدن برگ، ظاهراً توسط al-Ansars از لندن در وبسایتی که در مالزی میزبانی می‌شده، آپلود شده بود.

## مرگ
جسد برگ به صورت سربریده شده در تاریخ ۸ می ۲۰۰۴ در راهگذری در بغداد توسط گشت نظامی ایالات متحده پیدا شد. دو روز بعد خانواده برگ از مرگ او باخبر شدند. منابع نظامی در آن هنگام اظهار داشتند که بر روی جسد برگ نشانه‌هایی از تروما یافت شده‌است، اما آنها سربریده شدن او را افشا نکردند. در ۱۱ می ۲۰۰۴، وبگاه گروه نظامی Muntada al-Ansar ویدئویی را با عنوان «ابومعصب الزرقاوی یک آمریکایی را سلاخی می‌کند» منتشر کرد که در آن سربریده شدن برگ را نشان می‌داد. الزرقاوی هم با گروه جهادگرای القاعده و هم با گروه Muntada al-Ansar ارتباط داشته‌است. این ویدئو حدود پنج دقیقه و نیم طول دارد.
برگ در این ویدئو در حالی دیده می‌شود که یک روپوش نارنجی پوشیده‌است و خودش را اینگونه معرفی می‌کند: «نام من نیک برگ است، نام پدرم مایکل است، مادرم سوزان نام دارد. من یک برادر و یک خواهر دارم، دیوید و سارا. من در وست چستر، فیلادلفیا در نزدیکی پنسیلوانیا زندگی می‌کنم».
در این ویدئو برگ توسط پنج مرد احاطه شده‌است که ماسک‌های اسکی و چفیه پوشیده‌اند. بیانیه‌ای طولانی با صدای بلند توسط یکی از آنها قرائت می‌شود. سپس یک مرد ماسک‌دار به طرف برگ می‌رود، دو مرد او را نگه می‌دارند، درحالی‌که یک نفر دیگر سر او را به یک چاقو از بدن جدا می‌کند. فریادی با صدای «الله اکبر» هم شنیده می‌شود. پس از اینکه سر از بدن جدا می‌شود، یکی از مردان سر را به دوربین نشان می‌دهد و سپس آن را بر روی بدن بدون سر به زمین می‌گذارد.
در ۱۳ می ۲۰۰۴، منابع خبری با یادکرد نقل و قولی از سیا عنوان کردند که با تحلیل کردن صدای شخصی که بیانیه را قرائت می‌کند، به این نتیجه رسیده‌اند که شخص مورد نظر که عمل سر بریدن را هم انجام می‌دهد، «به احتمال بسیار زیاد» ابومصعب الزرقاوی است.
در جایی از ویدئو، شخصی که ماسک دارد تهدید به قتل‌های بیشتری می‌کند «به شما می‌گوییم که شکوه مردان و زنان مسلمان در ابوغریب جز با خون و جان جبران نمی‌شود. شما چیزی به غیر از تابوت و تابوت و … که اینگونه سلاخی شده‌اند، از ما نخواهید گرفت.» در ادامه ویدئو رئیس‌جمهور ایالات متحده، جرج دبلیو بوش ورئیس‌جمهور پاکستان، پرویز مشرف تهدید می‌شوند.